# Sarasota
Sarasota är en stad (city) som är administrativ huvudort i Sarasota County i Florida i USA.
Vid 2020 års folkräkning hade Sarasota 54 842 invånare.

## Kända personer (med relation till Sarasoto)
- Freddie Bartholomew, skådespelare
- Lois Duncan, författare
- Brian Gottfried, tennisspelare
- Carla Gugino, skådespelare
- Brian Johnson, sångare
- Mirjana Lučić-Baroni, tennisspelare
- John D. MacDonald, författare
- Paul Reubens, skådespelare
- Stephen Root, skådespelare
- Randy Savage, fribrottare
- Jerry Springer, programledare
- Alex Steinweiss, grafisk formgivare
- Whitney Webb, journalist